# Jövedéki biztosíték
A jövedéki biztosíték fogalma az adófelfüggesztési eljáráshoz kötődik, amely alapvetően közigazgatási eljárás. Ezen eljárás keretében a jövedéki termékek előállításával, szállításával (szállítmányozás egyik adóraktárból a másikba), tárolásával (raktározásával) és az adófizetési kötelezettség teljesítésével járó (államot érintő) adókockázatra jövedéki biztosítékot kell fizetni.  Ezen általános szabály alól kivétel a költségvetési szerv.

## A jövedéki biztosíték formái
- Készpénz,
- Pénzügyi biztosíték és
- Készfizető kezesség (meghatározott feltételek betartásával).

### Készpénz
A jövedéki biztosítékok fogalomkörében készpénz a Nemzeti Adó- és Vámhivatal, vagyis az állami adó- és vámhatóság (továbbiakban: állam) által megadott jövedéki biztosíték számlára jövedéki biztosíték céljára befizetett (készpénzátutalási megbízás-azaz csekk), átutalt összeg. Készpénzes fizetések körébe tartozhat pl. a szemledíj, felemelt szemledíj, megrongálódott jövedéki zár pótlásával kapcsolatos költségtérítés, bizonyos forgalmak esetén jövedéki adó.

### A pénzügyi biztosíték elfogadásának, időbeli és területi érvényességének szabályai
- Az államnak a jövedéki biztosíték után kamatfizetési kötelezettsége nincs.
- A pénzügyi biztosíték jellege alapvetően vissza nem vonható, vagy meghatározott engedéllyel visszavonható.[7] A pénzügyi biztosítékot szakmai zsargonban bankgaranciának nevezik, amelynek kötelező tartalmát a jogszabályi meghatározás alapján az állam hivatalos internetes honlapján is közzé teszi.[8]
- Nem fogadható el a pénzügyi biztosíték, ha az azt nyújtó

a) a hitelintézetekről és pénzügyi vállalkozásokról szóló törvény meghatározott eljárása vagy
b) a biztosítási tevékenységről szóló törvény szerinti biztosítási szükséghelyzet alá esik.
- A biztosíték érvényességi ideje a biztosíték formájától függetlenül

a) szállítással összefüggő adókockázat esetén a kiszállítást követő 4(négy) hónap
b)adófizetési kötelezettséggel összefüggő adókockázat esetén a szabadforgalomba bocsátást követő 60 nap, azaz 2(két) hónap.
- A másik tagállamon át harmadik országba történő kiviteli jellegű forgalmazás

a) esetén adókockázat tekintetében a tagállamok mindegyikében érvényesíthető jövedéki biztosítékot lehet csak nyújtani (fizetőeszköz és közös szabályok), ez vonatkozik az Európai Uniót érintő forgalomra is;
b) esetén letett jövedéki biztosíték megfelelő feltételek teljesülésekor az adófelfüggesztéssel történő szállításra jutó jövedéki biztosítéknak minősül

### Készfizető kezesség szabályai
A jövedéki biztosítékért vagy annak egy részéért készfizető kezességet vállalhat az, aki rendelkezik az állam által a lentiekben meghatározott feltételekkel kiadott (a vállalható legmagasabb kezességi összeghatárt, valamint az engedély időbeli hatályát is tartalmazó) hatályos engedéllyel:
- nem minősül kockázatos adózónak (Adózás rendjéről szóló törvény szerint),
- biztosítékot nyúj,

a)a kezességvállalás időpontját követően még legalább 4 hónapig érvényesíthető - pénzügyi biztosíték vagy
b) készpénz formájában.
A készfizető kezességet írásban, kezességi nyilatkozattal lehet vállalni. Ha a kezességi nyilatkozatot az állami adó- és vámhatóság elfogadja, azt bevonja, és a kezességvállalási engedélyhez nyújtott biztosítékból a kezességi nyilatkozatban vállalt összeget elkülönítetten kezeli.

## Jövedéki biztosíték igénybevétele
A jövedéki biztosítékot (jövedéki letétet) annak formájától függetlenül az esedékességkor az állam
a) külön végzés nélkül,
b) a végrehajtási eljárás szabályai szerint veheti igénybe meghatározott adónemek és felmerült költségek tekintetében:
- adó (jövedéki adó),
- bírság,
- pótléktartozás kiegyenlítésére
- zárjegyhiány felszámolására, valamint az engedélyest terhelő
- egyéb költségek elszámolására.

## Jövedéki biztosíték felszabadítása, visszatérítése, késedelmi kamat
- Az engedély hatályvesztése után az esedékes adókkal, költségekkel csökkentett biztosíték felszabadítható. (A visszafizetési kérelmet vizsgálni szükséges esetleges folyamatban lévő, lezáratlan ügy tekintetében.)
- A jövedéki biztosíték hivatalból történő csökkentése esetén az állam haladéktalanul intézkedik a különbözet felszabadításáról vagy visszatérítéséről.
- A szabad rendelkezésű jövedéki letét visszautalását kérelmezheti a jogosult (a befizető). A kérelmet az állam 15 napon belül teljesíti. A jogszerűen visszakért letét 15 napon túli visszautalása esetén az állam kamatot fizet.[11]

## Egyéb szabályok
A jövedéki biztosíték egyéb szabályai tartalmazzák az ismételt felhasználás lehetőségét, valamint az adókockázat szempontjából az egyéb ellenőrzött ásványolajnak minősülő gázolaj adótartalmának meghatározását.
A jövedéki biztosíték alóli mentesülés szabályait a törvény 9., 112. és 133. §-a tartalmazza részletesen. Ezek közül a legismertebb az úgynevezett "reptéri mentesség" és a megsemmisítés miatti mentesség.
Az adóraktár engedélyese vagy a bejegyzett feladó helyett a fuvarozó, a címzett, a jövedéki termék tulajdonosa, vagy azok közül több személy együttesen, vagy készfizető kezes is nyújthatja a jövedéki biztosítékot határozattal jóváhagyott kérelemre.
Szankcionálandó magatartásformákat és a következményeket (amelyek következménye lehet jövedéki bírság, lefoglalás, elkobzás, egyéb bírság-önkormányzat, üzletzárás) a 2016. évi LXVIII. törvény 100. §-107. §-ai foglalják össze.